# Ziro (Burkina Faso)
Ziro ist eine Provinz in der Region Centre-Ouest im westafrikanischen Staat Burkina Faso mit 221.903 Einwohnern auf 5128 km².
Die Provinz besteht aus den Departements Sapouy, Cassou, Gao, Dalo, Bakata und Bougnounou. Hauptstadt ist Sapouy.